# Nkilongo
Nkilongo ist ein Inkhundla (Verwaltungseinheit) in Eswatini. Es ist 629 km² groß und hatte 2007 gemäß Volkszählung 15.907 Einwohner.

## Geographie
Das Inkhundla liegt im Süden der Region Lubombo und umfasst die Stadt und das Umland von Big Bend. Der Mhlatuze River verläuft mit großen Schlingen durch die Ebene und bietet Wasser für intensiven Bewässerungsfeldbau.

## Gliederung
Das Inkhundla gliedert sich in die Imiphakatsi (Häuptlingsbezirke) Crooks, Gamula, Lunkuntfu, Mayaluka/Illovo, Mkhanini/Lusabeni und Phafeni/Mndobadoda.